# Hotel Paradis (film fra 1917)
|  | For filmen med samme navn fra 1931, se Hotel Paradis |
Hotel Paradis er en film instrueret af Robert Dinesen efter manuskript af Carl Th. Dreyer. Filmen er baseret på Einar Rousthøjs roman af samme navn

## Handling
Det er i efteråret engang i 1800-tallet. Ejeren af gæstgiverstedet, Hotel "Paradis", i den lille by Kirchhausen, Heinrich Schultze, befinder sig i en meget trykket økonomisk situation, da han ikke ser sig i stand til at betale den for kroen forfaldne afgift. Hans hustru, Emilie, der endnu bærer spor af fordums skønhed, har tidligere, ved ikke at stille sig alt for afvisende overfor mølleren, der ejer kroen, forstået at skaffe henstand. Også ved denne lejlighed forsøger hun at formilde den gerrige møller - men uden held. Krofolkene har næsten allerede forsonet sig med tanken om at måtte vandre af gårde, da der pludselig viser sig et lyspunkt, idet en vogn, tilhørende den rige jødiske købmand Salomon, svinger op foran kroen. Han er blevet overfaldet af efterårsstormen og beslutter sig for at overnatte i Hotel "Paradis", hvor hans tilsynekomst vækker nye forhåbninger hos Heinrich og Emilie Schultze. Byens lokale original, spåkonen "Tosse Grethe", spår i Salomons hænder dårlige tidender, hvis ikke han forlader kroen straks, og Salomon bliver skræmt og forlader kroen.
Samme nat kæmper den lille postdamper "Ivan" på havet ud for Kirchhausen sin sidste kamp mod den oprørte sø. Om bord befinder sig den unge legationssekretær v. Krakow, der af sin regering er sendt til byen med nogle vigtige dokumenter og en betydelig sum i møntet guld. Pengegriskhed forleder skibets to matroser til at forsøge at bemægtige sig kisten med det kostbare indhold, og v. Krakow skyder dem ned. Alene slæber han derefter kisten gennem klitterne op til landevejen, som fører til Hotel "Paradis". På hotellet mødes han lige ved sengetid af det gæstfri værtspar. Næste morgen går skibskatastrofen op for befolkningen, og ordensmagten antager, at legationssekretæren er stukket af med værdierne og har skudt matroserne for at undgå medvidender. Kroværtsparret modtager et anbefalet brev med en lotterigevinst på 4000 mark og kan betale gælden.
Den forsvundne legationssekretærs hustru og den lille søn Cyril rejser nu til Kirchhausen og henvender sig som det første i kroen, hvor man hævder ikke at have set noget til legationssekretæren. Imidlertid finder lille Cyril en manchetknap, som hustruen er overbevist om tilhører legationssekretæren, og hun får en frygtelig mistanke til værtsparret. Schultze og hans kone arresteres begge som mistænkte for at have myrdet v. Krakow men må løslades på grund af manglende beviser. Der går 18 år. Schultze har forladt Kirchhausen og bor nu i hovedstaden. De har antaget navnet Bremer. Fru Bremer har ikke et roligt øjeblik og tænker hele tiden på de uhyggelige hændelser 18 år tidligere. En dag standser en ældre dame ud for Bremers butik. Det viser sig at være enkefru v. Krakow og hendes søn Cyril. Fru Bremer får øje på Cyril og tror, at hun ser v. Krakows genfærd. Hun bliver alvorligt syg og dør nogen tid efter med angsten malet i ansigtet. Bremers datter, Rosa, spørger nu sin far, om det er sandt, at de ikke begik en forbrydelse dengang i Kirchhausen, han sværger, at det er sandt og falder så død om på moderens grav. Rosa har nu fundet et hjem hos enkefru v. Krakow og skal giftes med Cyril. I nogen tid lever de lykkeligt, og Rosa glemmer de uhyggelige beskyldninger mod sine forældre. Men en dag kommer der et brev fra Udenrigsministeriet. Det melder, at man ved en udgravning i kælderen under Hotel "Paradis" har fundet skelettet af Alexander v. Krakow. Med det samme står det Rosa fuldstændig klart, at hendes forældre dog har været mordere. Hendes sorg og fortvivlelse kender ingen grænser. Men Cyril beslutter, at fortiden ikke skal have lov til at kaste sine skygger over deres forhold.

## Medvirkende
- Peter Fjelstrup - Heinrich Schultze, kroejer
- Ebba Thomsen - Emilie Schultze, Heinrichs kone
- Ingeborg Spangsfeldt - Rosa, Schultzes datter
- Gunnar Sommerfeldt - Von Krakow og dennes voksne søn Cyril
- Emma Wiehe - Fru von Krakow
- Kai Lind - Gale Fridolin
- Oda Larsen - Tosse Grethe
- Hans Dynesen